# Rio Rolante
Rio Rolante är ett vattendrag i Brasilien.   Det ligger i delstaten Rio Grande do Sul, i den södra delen av landet, 1 600 km söder om huvudstaden Brasília.
Omgivningarna runt Rio Rolante är huvudsakligen savann. Runt Rio Rolante är det ganska glesbefolkat, med 27 invånare per kvadratkilometer.